# Metapragmática
Metapragmática é um termo da semiótica da antropologia lingüística que descreve como os efeitos e as condições da linguagem usadas tornam-se objetos de discurso.

## Consciência Metapragmática
Consciência metapragmática é aquela que permite que o sujeito discriminar e relacionar estímulos lingüísticos e não-lingüísticas de uma declaração (Gombert, 1992).

## Linguística Metapragmática
Discussões sobre o que faz o discurso em um determinado contexto são metapragmáticas, porque descrevem o significado da palavra como ação. Isso decorre da afirmação de que o discurso metapragmático caracteriza função de fala, e denotação ou referência estão entre as muitas funções do discurso. Metapragmatismo descreve as relações entre os diferentes discursos que se refere fundamentalmente aos conceitos de intertextualidade ou interdiscursividade.